# 李焜耀
李焜耀（英語：K.Y. Lee，1952年9月10日—），生於台灣苗栗縣後龍鎮，企業家，曾任友達光電董事長與明基電通董事長。

## 生平
1952年9月10日，李焜耀出生於台灣苗栗縣後龍鎮；其父為一碾米廠老闆，家裡共有八名兒女。因家中經營碾米廠，李焜耀自小即在家中幫忙揹米。
1974年自國立台灣大學電機工程學系畢業後，李焜耀先加入外商公司，1976年加入宏碁電腦，歷任製造、行銷、銷售與策略規劃等職務，並曾擔任該公司副總經理及明碁電腦副總經理。後來，李焜耀前赴洛桑管理學院進修，學成返國後回任於明碁電腦。2014年，李焜耀罹患腦中風，開始休養。
2015年5月11日，李焜耀因身體因素請辭友達光電董事長。2017年明基電通董事會推舉李焜耀擔任榮譽董事長。

## 年表
- 1996年，成立達碁科技，跨入TFT LCD製造領域。
- 2001年9月，達碁併購原屬於聯電集團旗下的聯友光電，並更名為友達光電。
- 2002年，推動明碁電通自創BenQ品牌。
- 2005年，美國商業周刊列為台灣電子業名人堂之一；該年10月他主導了BenQ與德國西門子手機部門的合併案，但因雙方管理文化的差異及原西門子手機部門虧損不斷擴大，此合併案在隔年9月即宣告失敗。
- 2006年4月，李焜耀又推動友達光電與廣輝電子（原屬廣達電腦旗下子公司）的合併案。
- 2005年9月，與西門子手機部門的合併案宣告失敗，BenQ為此損失估計超過300億台幣。[1]。
- 2007年，由於與西門子手機部門的合併案破局前，該公司有部份高層主管事先賣出持股，遭到台北地檢署的內線交易調查，包括李焜耀本人；此案仍在繼續審理中。
- 2014年，罹患腦中風，開始休養。2015年5月11日，請辭友達光電董事長。
- 2017年，佳世达董事會推舉李焜耀擔任榮譽董事長。
- 2023年，李焜耀卸任佳世达榮譽董事長。
- 2024年，李焜耀卸任达方董事和明基电通董事長。

## 家庭
其女李晏榕為民進黨性平部主任、前發言人。

## 榮獲獎項
| 年份 | 獎項                                        |
| ---- | ------------------------------------------- |
| 1987 | 中華民國企業經理協進會「傑出經理人」獎      |
| 1994 | 商業周刊當代傑出企業人物之「尊爵獎」        |
| 2000 | 數位時代周刊《2001年十二大風雲CEO》排名第四 |
| 2003 | 天下雜誌「十大企業家」排名第九              |
| 2005 | 天下雜誌「企業家最佩服的企業家」名列第八    |